# Lera Auerbach
Lera Auerbach (ursprünglich russisch Валерия [Лера] Львовна Авербах Walerija [Lera] Lwowna Awerbach, auch Ауэрбах Auerbach; * 21. Oktober 1973 in Tscheljabinsk, Sowjetunion) ist eine in den USA lebende russisch-österreichische Komponistin, Pianistin und Autorin.

## Leben
Lera Auerbach wurde in Tscheljabinsk, einer Stadt im Ural an der Grenze zu Sibirien, geboren. Bereits als Kind trat sie öffentlich als Pianistin auf. Mit 12 Jahren komponierte sie ihre erste Oper. Von einer Konzertreise 1991 in die USA kehrte sie nicht in die sowjetische Heimat zurück und lebt seither in New York. Sie studierte dort an der Juilliard School Klavier bei Joseph Kalichstein und Komposition bei Milton Babbitt und Robert Beaser sowie Literaturwissenschaft an der Columbia University. Im Jahr 2002 legte sie ihr Konzertexamen an der Musikhochschule Hannover bei Einar Steen-Nøkleberg ab. Seit 2005 ist Auerbach „Steinway-Artist“.
Auerbach debütierte im Mai 2002 in der Carnegie Hall, wo sie gemeinsam mit Gidon Kremer und der Kremerata Baltica ihre Suite für Violine, Piano und Orchester aufführte. Seither ist Auerbachs Musik in jeder Saison in der Carnegie Hall aufgeführt worden.
Auerbach setzt die Tradition der virtuosen Komponisten und Pianisten des 19. und 20. Jahrhunderts fort. Ihre Musik zeichnet sich durch ihre stilistische Freiheit und die Verbindung tonaler und atonaler Klänge aus.
Ihre Werke wurden von Gidon Kremer, dem Königlich Dänischen Ballett, dem Hamburg Ballett, David Finckel und Wu Han, Vadim Gluzman, dem Orchester Kanazawa und vielen anderen gespielt. Als Solopianistin ist sie unter anderem im Großen Saal des Moskauer Konservatoriums, der Opera City Hall in Tokio, dem Lincoln Center in New York, dem Münchener Herkulessaal, dem Osloer Konzerthaus, der Symphony Hall in Chicago und dem Washingtoner Kennedy Center aufgetreten.
Bei einer Aufführung des Königlich Dänischen Balletts aus Anlass des 200. Geburtstages von Hans Christian Andersen arbeitete Lera Auerbach zum zweiten Mal mit dem Choreographen John Neumeier zusammen. Das Ballett The Little Mermaid (Copenhagen Version) ist eine moderne Version des klassischen Märchens Die kleine Meerjungfrau und wurde im April 2005 uraufgeführt.
Im November 2011 erfolgte im Theater an der Wien die Uraufführung ihrer Oper Gogol in der Inszenierung von Christine Mielitz.
2005 erhielt Lera Auerbach den Hindemith-Preis im Rahmen des Schleswig-Holstein Musik Festivals. Im Jahr darauf wurde sie mit dem Förderpreis Deutschlandfunk zum Bremer Musikfest-Preis ausgezeichnet. In der Saison 2011/2012 war sie Capell-Compositeur der Staatskapelle Dresden. 2015 erhielt Auerbach ein Aufenthaltsstipendium der Künstlerresidenz Chretzeturm, Stein am Rhein.
Lera Auerbach schreibt außerdem Gedichte und Prosawerke in russischer Sprache. 1996 erhielt sie von der Internationalen Puschkin-Gesellschaft die Auszeichnung als „Schriftstellerin des Jahres“.

## Werke (Auswahl)
- Twenty-Four Preludes für Klavier op. 41 (1999)
- Twenty-Four Preludes für Violine und Klavier op. 46 (1999)
- Twenty-Four Preludes für Cello und Klavier op. 47 (1999)
- Postlude op. 47b (1999)
- Suite concertante für Violine, Klavier und Streichorchester (2001)
- Sonata für Violoncello und Klavier (2002)
- The Little Mermaid op. 80, Ballett (2004/2007)
- Primera luz, Streichquartett Nr. 2 (2005)
- 1. Sinfonie Chimera (2006)
- Requiem for a Poet, Sinfonie Nr. 2 für Mezzosopran, Cello, Chor und Orchester (2006)
- Russian Requiem für Knabensopran, Mezzosopran, Bass, Knabenchor, gemischten Chor und großes Orchester (2007)
- Gogol, Oper (2011)
- Requiem Dresden – Ode an den Frieden (2012)
- Tatjana, Ballett von John Neumeier nach Eugen Onegin von Alexander Puschkin (2014)[5]
- De profundis, Konzert für Violine und Orchester Nr. 3 (2015)
- 72 Angels. In splendore lucis für Chor und Saxophonquartett (2016)
- The Infant Minstrel and his peculiar Menagerie, Sinfonie Nr. 3 für Violine, gemischten Chor und Orchester (2016)
- NYx: Fractured Dreams. Konzert für Violine und Orchester Nr. 4 (2017)
- Arctica, Sinfonie Nr. 4 für Klavier, Chor und Orchester (2019)
- Streichquartett Nr. 9 Danksagung (2020)
- Diary of a Madman (Aufzeichnungen eines Wahnsinnigen), Konzert für Violoncello und Orchester (2021); Uraufführung im Januar 2022, Gautier Capuçon (Cello), Münchner Philharmoniker unter Giedrė Šlekytė[6], Auftragswerk der Münchner Philharmoniker, des Chicago Symphony Orchestra, des Borusan Istanbul Philharmonic Orchestra und des Royal Stockholm Philharmonic Orchestra
- Paradise Lost, Sinfonie Nr. 5 (2022)
- Vessels of Light, Sinfonie Nr. 6 für Violoncello, Chor und Orchester (2022)